# جنسنغ آسيوي
الجنسنغ الآسيوي أو الجنسنغ الكوري أو الجنسنغ الصيني أو الجانسنغ (الاسم العلمي: Panax ginseng) (بالإنجليزية: Asian or Chinese or Korean Ginseng)‏ هو نوع من النباتات يتبع جنس الجنسنغ من الفصيلة الأرالية.